# Łobżenica (gemeente)
De gemeente Łobżenica is een stad- en landgemeente in het Poolse woiwodschap Groot-Polen, in powiat Pilski.
De zetel van de gemeente is in Łobżenica.
Op 30 juni 2004 telde de gemeente 9927 inwoners.

## Oppervlakte gegevens
In 2002 bedroeg de totale oppervlakte van gemeente Łobżenica 190,68 km², waarvan:
- agrarisch gebied: 70%
- bossen: 19%

De gemeente beslaat 15,05% van de totale oppervlakte van de powiat.

## Demografie
Stand op 30 juni 2004:
| Omschrijving                   | Totaal | Totaal | Vrouwen | Vrouwen | Mannen | Mannen |
| ------------------------------ | ------ | ------ | ------- | ------- | ------ | ------ |
| eenheid                        | aantal | %      | aantal  | %       | aantal | %      |
| inwoners                       | 9927   | 100    | 4855    | 48,9    | 5072   | 51,1   |
| bevolkingsdichtheid (inw./km²) | 52,1   | 52,1   | 25,5    | 25,5    | 26,6   | 26,6   |

In 2002 bedroeg het gemiddelde inkomen per inwoner 1393,54 zł.

## Administratieve plaatsen (sołectwo)
Chlebno, Dębno, Dziegciarnia, Dźwierszno Małe, Dźwierszno Wielkie, Fanianowo, Ferdynandowo, Izdebki, Kościerzyn Mały, Kruszki, Kunowo, Liszkowo, Luchowo, Piesno, Rataje, Szczerbin, Topola, Trzeboń, Walentynowo, Wiktorówko, Witrogoszcz, Witrogoszcz-Kolonia.

## Overige plaatsen
Biegodzin, Dziunin, Józefinowo, Łobżonka, Młynowo, Nowina, Piesno, Puszczka, Stebionek, Witrogoszcz-Osada, Zawada, Zdroje.

## Aangrenzende gemeenten
Mrocza, Sadki, Więcbork, Wyrzysk, Wysoka, Złotów